# 탈공산주의
탈공산주의(脫共産主義) 또는 포스트 공산주의(post-communism)는 정치적, 경제적 변화 또는 공산주의를 추구했던 나라의 정부가 시장 경제로 탈바꿈하자는 유럽과 아시아의 공산주의 국가에서의 "전환"의 기간이다.
탈공산주의는 동유럽과 라틴 아메리카, 아프리카 및 아시아 일부에 위치한 이전 공산주의 국가에서 새로운 정부가 자유 시장 지향적 자본주의 경제를 창출하는 것을 목표로 한 정치적, 경제적 변화 또는 전환의 기간이다. 1989~1992년에 대부분의 공산당 통치 국가에서 공산당 통치가 무너졌다. 극심한 고난 끝에 공산당은 중국, 쿠바, 라오스, 북한, 베트남에서 통제권을 유지했다. 유고슬라비아는 소수 민족 간의 길고 복잡한 일련의 전쟁에 부분적으로 빠졌다. 소비에트 중심의 공산주의 운동은 통제되지 않은 국가에서 붕괴를 맞았다.

## 같이 보기
- 개혁개방
- 소련의 붕괴
- 유럽공산주의
- 알바니아 공산주의의 최후
- 공산주의의 역사
- 1989년 혁명